# 交互計算
交互計算（こうごけいさん）とは、商人間もしくは商人と商人でない者の間での継続的な取引において、個々の取引から生じる債権債務を包括的あるいは継続的に相殺することで決済する契約をいう。商法典に定められている古典的交互計算のほか段階的交互計算という方法もある。

## 古典的交互計算
古典的交互計算は商法典に規定される交互計算の方式で、交互計算期間と呼ばれる一定期間に個々の取引から生じた債権債務を交互計算期間の終了時に一括して相殺し、その残高を一方当事者の債権として処理する方法である。

### 交互計算の設定
- 交互計算契約

交互計算は当事者間の交互計算契約により生じる。
- 交互計算期間

交互計算期間は当事者の合意により約定することができるが、特約のない場合は6か月となる（商法531条）。

### 交互計算の効力
- 交互計算不可分の原則

交互計算期間中に当事者間で生じた複数の債権債務は原則として交互計算に組み入れられて一つの不可分債権債務となる。
- 交互計算の対外的効力

交互計算に組み入れられた各債権は、それぞれ独立性を失うことになる。したがって、個々の債権の行使・譲渡などはできなくなる。

### 交互計算の終了
交互計算の各当事者は何時でも交互計算を解除し、直ちに残額の支払を請求することができる（商法534条）。

## 段階的交互計算
段階的交互計算は個々の取引から生じた債権債務を継続的に決済してゆき、その残高について一方当事者の債権として処理する方法である。当座借越契約で用いられる。